# Matt Gilks
Matthew „Matt“ Gilks (* 4. Juni 1982 in Rochdale) ist ein ehemaliger schottischer Fußballspieler.

## Karriere

### Verein
Matt Gilks wurde 1982 in Rochdale im Nordwestengland geboren. Er begann seine Karriere in seinem Geburtsort beim AFC Rochdale. Bis zum Jahr 2000 spielte er in der Jugend des Vereins. Ab der Saison 2000/01 war er Bestandteil der Profimannschaft. In der Spielzeit 2004/05 konnte sich der mittlerweile 22-jährige den Stammplatz im Tor sichern, woraufhin sein Vertrag um zwei Jahre verlängert wurde. Den Stammplatz gab er in den beiden folgenden Jahren nicht ab. Nach insgesamt 176 Ligaspielen wechselte Gilks im Jahr 2007 ablösefrei zu Norwich City. Bei den Canaries war er in der Saison 2007/08 hinter David Marshall Ersatztorhüter beim Zweitligisten. Nach nur einem Jahr wurde Gilks im Tausch gegen Wes Hoolahan an den FC Blackpool transferiert. Von November bis Dezember 2008 wurde Gilks an den englischen Drittligisten Shrewsbury Town verliehen. Nach seiner Rückkehr nach Blackpool wurde er in der Saison 2011/12 erster Torhüter und löste Paul Rachubka ab. Im Juli 2014 wechselte Gilks zum FC Burnley. Als Ersatz von Tom Heaton absolvierte Gilks in den folgenden beiden Jahren jedoch nur zwei Spiele im Ligapokal. Im Juni 2016 unterschrieb der 34-jährige einen Vertrag bei den Glasgow Rangers in Schottland. Bereits nach einem halben Jahr wechselte Gilks zurück nach England und unterschrieb bei Wigan Athletic. Ein halbes Jahr später unterschrieb Gilks bei Scunthorpe United.

### Nationalmannschaft
Matt Gilks spielte als gebürtiger Engländer in den Jahren 2012 und 2013 jeweils einmal für die schottische Fußballnationalmannschaft. Als Nachfahre von Schotten debütierte er für die Bravehearts im Länderspiel gegen Australien im August 2012, als er für den verletzten Allan McGregor eingewechselt wurde.

## Erfolge
mit dem FC Burnley:
- Englischer Zweitligameister: 2016